# シネマライズ
シネマライズ（Cinema Rise）は、東京都渋谷区宇田川町（スペイン坂）に所在していた映画館（ミニシアター）。1986年6月6日開館、2016年1月7日閉館。渋谷という町の先鋭性を象徴する映画館であり、渋谷のミニシアター文化の中核を担ってきたとされる。跡地はライブハウス「WWW」。

## 沿革
- 1986年 - ライズビルの地下に1スクリーン（220席）で開館。
- 1996年 - 2階の渋谷ピカデリー跡地で飲食店となっていた場所に2スクリーン目を増設。「シネマライズBF館」「シネマライズシアター1（後のシネマライズ2F）（303席）」になる。
- 2004年 - 3スクリーン目、デジタル上映劇場「ライズX（38席）」を地下のバースペースに増設。
- 2010年 - 1スクリーン化し、「シネマライズ2F」のみとなる。
- 2016年1月7日 - 閉館。

## データ
- 所在地：東京都渋谷区宇田川町13-17 ライズビル地下1階
- アクセス : JR・東急・京王・東京メトロ渋谷駅ハチ公口から北西に徒歩8分
- 座席数：303席
- 支配人 : 頼 光裕（らい みつひろ）

## 歴史

### 開館

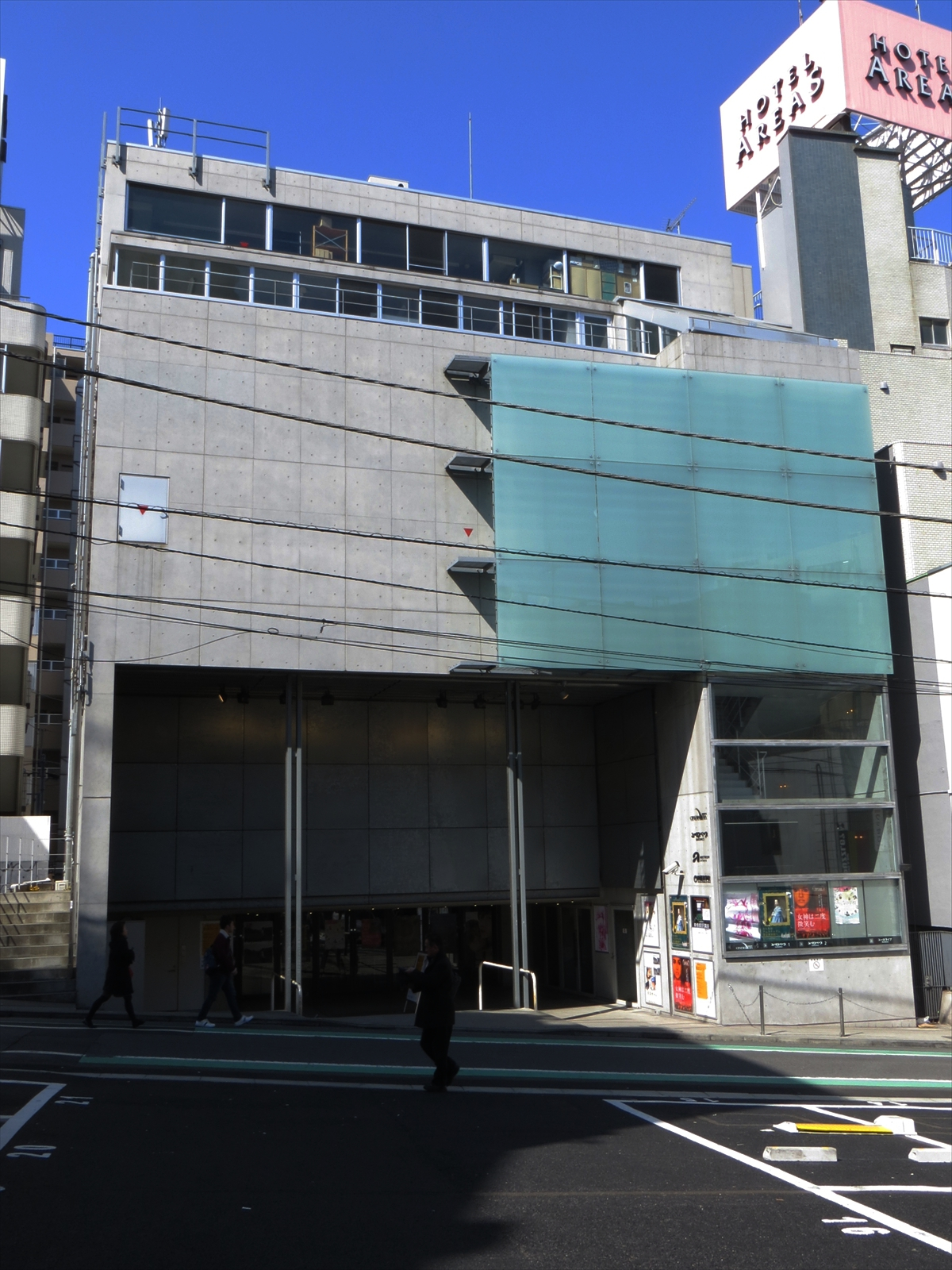
シネマライズと同じく渋谷を代表するミニシアターであるユーロスペース（移転後）

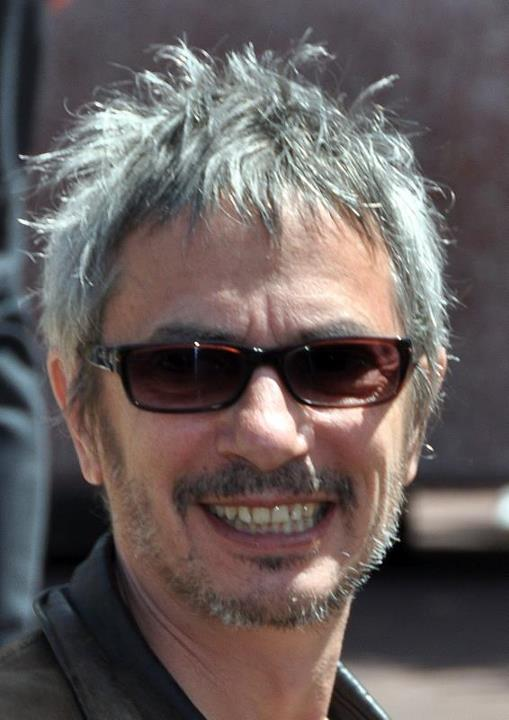
シネマライズが好んで取り上げたレオス・カラックス監督

1986年6月6日、洋画ロードショー館の渋谷ピカデリー（2階）とともに、ライズビル内にシネマライズ（地階）が開館した。当時はシネマライズも渋谷ピカデリーも松竹直営の映画館だった。1980年代の東京にはミニシアターが相次いで誕生しており、新宿のシネマスクエアとうきゅう、六本木のシネ・ヴィヴァン・六本木、銀座のシネスイッチ銀座、渋谷のユーロスペースなどが同時期に開業している。初上映作品はフレッド・スケピシ監督・メリル・ストリープ主演の『プレンティ』。1980年代のミニシアターは「スターより監督で映画を観る」ことを提案し、神田神保町の岩波ホールはエルマンノ・オルミ監督、恵比寿ガーデンシネマ（一時閉館後、2015年3月に再開）はウディ・アレン監督、シネマライズはハーモニー・コリン監督、渋谷のユーロスペースはレオス・カラックス監督やアキ・カウリスマキ監督やアッバス・キアロスタミ監督の新作を好んで上映した。
開館2本目の作品はトニー・リチャードソン監督・ジョディ・フォスター主演の『ホテル・ニューハンプシャー』であり、この作品の記録的なヒットで映画館としての認知度を向上させた。1986年7月から11月まで19週にわたって公開された『ホテル・ニューハンプシャー』の観客数は7万9575人、興行収入は1億7000万円に達し、東京都内のミニシアターとしては1986年の最多観客数を記録した作品となった上に、1980年の『ルードウィヒ/神々の黄昏』（ルキノ・ヴィスコンティ監督）を上回って都内では歴代最多の観客数を記録したミニシアター作品となった。なお、『ホテル・ニューハンプシャー』の記録は1987年にシネマスクエアとうきゅうで公開された『薔薇の名前』が塗り替えている。1988年にはシャンテ・シネ2（現・TOHOシネマズシャンテスクリーン2）で公開された『ベルリン・天使の詩』（ヴィム・ヴェンダース監督）など3作品が『薔薇の名前』の記録を塗り替えており、1980年代末は大ヒットを記録する単館系作品が目白押しだった。1987年の『カラヴァッジオ』（デレク・ジャーマン監督）で映画館としての個性を獲得し始めたとされる。この時期のシネマライズは、「ファッション、感性の時代性を持つ作品（を上映）。フランス製の豪華なイスでゆったり観賞（できる）」と評された。
『ブルーベルベット』（1986年、デヴィッド・リンチ監督）、『コックと泥棒、その妻と愛人』（1989年、ピーター・グリーナウェイ監督）、『ポンヌフの恋人』（1991年、レオス・カラックス監督）などの作品が当たり、東京の映画ファンの間に「強烈で刺激的な作品をかける映画館」というイメージを形成した。ユーロスペースが配給した『ポンヌフの恋人』には若い女性が列をなし、2度、3度と足を運ぶリピーターが続出。22週目までに観客数が8万人を超す大ヒットとなり、公開から3ヶ月強で興行収入1億円に到達している。1980年代末の上映作品には『バグダッド・カフェ』（1987年、パーシー・アドロン監督）、『マイ・レフトフット』（1989年、ジム・シェリダン監督）などもある。

### ミニシアターブーム
1992年には松竹直営から離れ、独立系映画館として独自路線を歩み始める。転身直後にはトッド・ヘインズ監督のデビュー作『ポイズン』、1993年にはクエンティン・タランティーノ監督のデビュー作『レザボア・ドッグス』を上映。アート性に加えて娯楽性やファッション性、色気を内包した作品を選択した。1993年頃には上階の渋谷ピカデリーが閉館してJリーグ公式スポーツバーとなったが、1996年にはJリーグブームが一段落したため、シネマライズの2スクリーン目に改装された。このスクリーンの初上映作品にはエミール・クストリッツァ監督の『アンダーグラウンド』が選ばれている。
1990年代にシネマライズで特に大ヒットを記録した単館系作品には、『トレインスポッティング』（1996年、ダニー・ボイル監督）や『ムトゥ　踊るマハラジャ』（1995年、K・S・ラヴィクマール監督）や『アメリ』（2001年、ジャン＝ピエール・ジュネ監督）がある。1996年の『トレインスポッティング』は33週にわたって公開され、2億3000万円-2億4000万円の興行収入を記録。シネマライズの興行収入記録を塗り替えた作品となった。1998年の『ムトゥ　踊るマハラジャ』は23週にわたって公開され、2億1000万円の興行収入を記録。『ムトゥ　踊るマハラジャ』は1998年6月13日から他館に先駆けて上映され、マサラ映画が日本中でブームを巻き起こすきっかけとなった。
1999年4月には道玄坂にシブヤ・シネマ・ソサエティが開館し、7月には渋谷公園通り近くにシネクイントが開館。渋谷はミニシアター8館計12スクリーンがひしめき合う激戦区となり、作品確保競争が激しくなった。2000年頃からは都内にシネマコンプレックス（シネコン）が浸透して観客の動向が変化したことで、都内のミニシアターに洋画を買い控える傾向が生じた。1990年代後半に上映された作品には『ブエナ・ビスタ・ソシアル・クラブ』（1999年、ヴィム・ヴェンダース監督）などもある。
2001年の『アメリ』は36週にわたって公開され、2億8000万円の興行収入を記録。『トレインスポッティング』を上回り、閉館に至るまでシネマライズの最高興行収入記録となった。『アメリ』は2001年11月から2002年7月19日までの異例のロングランとなり、日本中にミニシアターブームを起こしている。『アメリ』の上映の際には配給会社・広告会社と協同し、主人公アメリのかわいらしい部屋や小物を強調して集客につなげた。『アメリ』が大ヒットする一方で、向かいにあるシネクイントでは『メメント』が大ヒットしており、アート志向のシネマライズ、エンタテインメント志向のシネクイントというように特徴が分かれていた。
シネマライズの成功によって、渋谷の他の映画館も新しさや先鋭さを追うようになったとされる。『ムトゥ 踊るマハラジャ』と『アメリ』の大ヒットで、ミニシアター文化とシネマライズの知名度が再び向上したとされる。2002年8月には、全編で計7時間という現代美術作家マシュー・バーニーによるフィルム作品『クレマスター』サイクル全5部作の一挙上映を7日間連続で行った。

### 3スクリーン化とブームの斜陽
2004年、地階のバースペースを活用してライズXを開館させて3スクリーン体制となり、ライズXではアート系作品を上映して作品選定の幅を広げた。2006年頃には渋谷でミニシアターの開館ラッシュが起こり、ユーロスペース（移転して2スクリーンに）、シネマヴェーラ渋谷（名画座）、渋谷Q-AXシネマ、シアターN渋谷、シネマGAGA!（現・渋谷HUMAXシネマ）が開館。渋谷はいっそうのミニシアター激戦区となった。一方で、単館興行ではなく複数のミニシアターで同時に公開される作品も増え、劇場ごとのカラーが薄れたともいわれるのがこの時期である。
その後にはミニシアターブームが下火となり、また2007年から2008年にかけて新宿に2棟のシネコンが開館したこともあって、2010年から2011年には渋谷でも多くのミニシアターが閉館に追い込まれた。2010年9月には渋谷シアターTSUTAYA（旧・渋谷Q-AXシネマ）が閉館、10月にはヒューマントラストシネマ文化村通り（旧・シネ・アミューズ）が閉館、11月にはシネマ・アンジェリカが閉館、2011年2月にはシネセゾン渋谷が閉館している。シネセゾン渋谷や2011年1月に閉館した恵比寿ガーデンシネマは1980年代から1990年代のミニシアターブームを牽引した映画館であり、閉館が数多くのメディアに取り上げられた。

### 原点に戻る1スクリーン化
2010年6月末にはシネマライズもBF館とライズXを閉館し、3スクリーンから1スクリーンに縮小。単館の原点に戻り、より作品を厳選して上映している。2010年からは過去に上映した作品の中からヒット作を再上映する「名画座ライズ」を開催していた。2010年4月から5月にかけて行われた第一弾では『コーヒー&シガレッツ』（2003年）、『8人の女たち』（2002年）、『ヘドウィグ・アンド・アングリーインチ』（2001年）、『トレインスポッティング』（1996年）、『ブエノスアイレス』（1997年）、『アメリ』（2001年）を上映した。
2000年代後半には宮藤官九郎監督の『真夜中の弥次さん喜多さん』（2005年）や新海誠監督の『雲のむこう、約束の場所』（2004年）『秒速5センチメートル』（2007年）、橋口亮輔監督の『ぐるりのこと。』（2008年）など、若手日本人監督の話題作を上映している。2010年7月3日公開の『ガールフレンド・エクスペリエンス』（スティーヴン・ソダーバーグ監督）では、光ファイバーで受信したデータを用いて初めてデジタル上映を行った。2010年からは月1本のペースで、映画館での公開と同時に動画サイトでも公開する同時配信を実施している。過去に配信した作品にはカンヌ国際映画祭パルム・ドールの『ブンミおじさんの森』（アピチャッポン・ウィーラセタクン監督）などがあり、中には5000人が動画配信で視聴した作品もあった。
2011年にはシネマライズの番組編成がパルコ エンタテインメントに業務委託され、近隣で興行を続けているシネクイントと手を組んで番組編成が行われていた。
映画好きでもあるタレントの伊藤桃は、2012年に『永遠の僕たち』（ガス・ヴァン・サント監督）と『リリィ・シュシュのすべて』（岩井俊二監督）、2013年に『スプリング・ブレイカーズ』（ハーモニー・コリン監督）をシネマライズで観賞しており、そのうち『リリィ - 』は『ヴァンパイア』（2012年9月15日封切）に関連しての特別再映であった。

### 閉館、跡地について

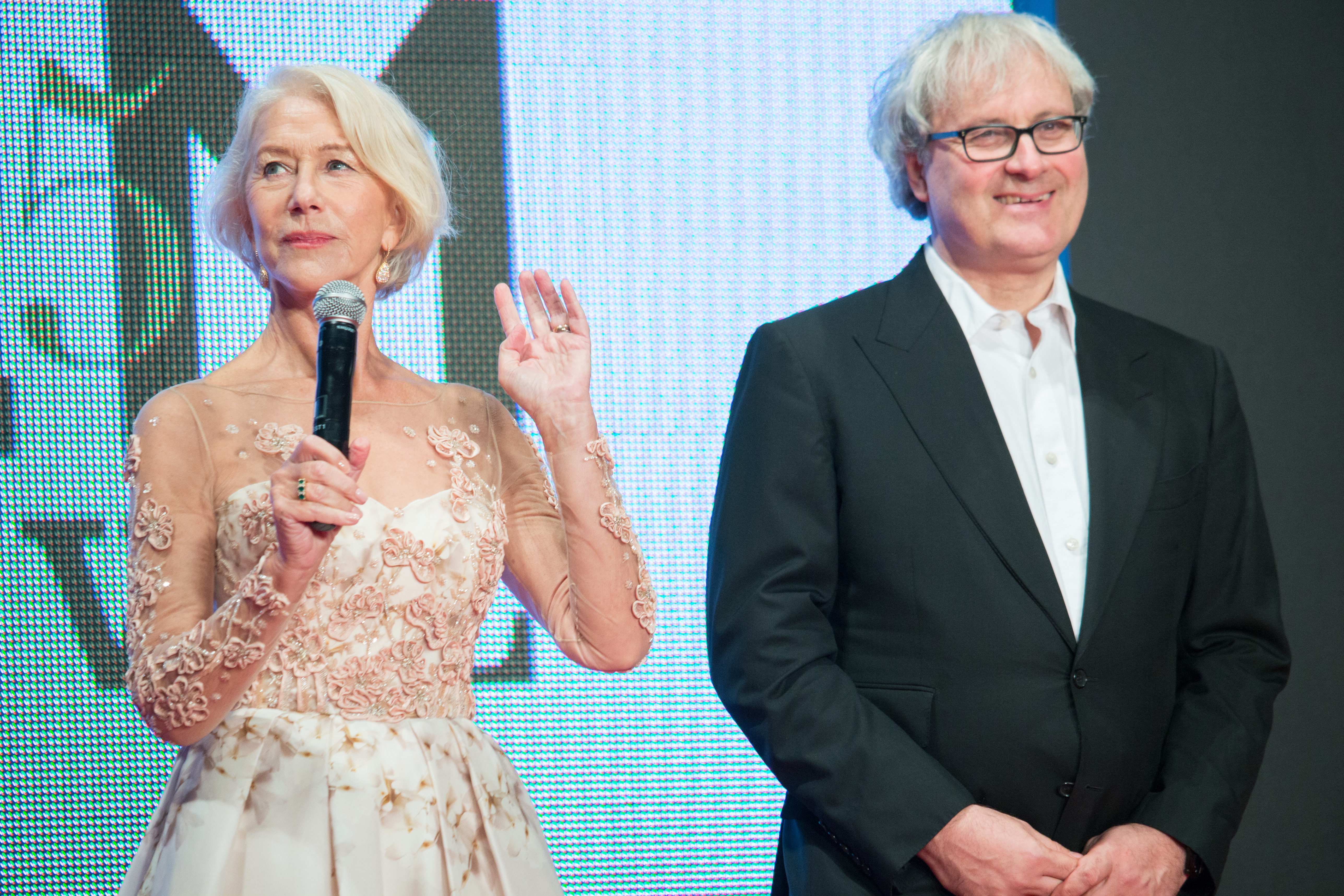
『黄金のアデーレ 名画の帰還』主演のヘレン・ミレンと監督のサイモン・カーティス

2010年6月に閉館したBFは、スペースシャワーネットワークが運営するライブハウス「WWW」として同年11月オープン。2016年1月には2Fも閉館することになり、WWWの2号店「WWW X」として同年9月1日にオープン。閉館の背景には、中規模系映画配給会社の相次ぐ事業停止（倒産）や、近隣にある渋谷パルコの建て替え（これに伴いシネクイントは同年8月7日で休館したが、2018年7月6日から渋谷シネパレス跡地で再開）等で渋谷の街並みが激変することが理由とされている。
2015年10月9日には閉館が決定したことが発表され、同年11月27日より上映されたギャガ配給の『黄金のアデーレ 名画の帰還』（サイモン・カーティス監督）が最後の上映作となり、30年の歴史に幕を下ろした。

## 特徴
シネマライズという館名は支配人である頼 光裕（らい みつひろ）の姓に由来している。現在のライズビルになる前は「ホテルオリエント」というラブホテルが1984年頃まで存在していた。サエキけんぞうによれば、渋谷パルコPart3が出来た頃から営業しにくくなって建て替えられたとのこと。
建物は建築家の北川原温が「機械」をイメージして設計した。外観はドレーブカーテンのようなアルミダイキャストの外壁が印象的であり、内装には階段を多用しているなどの特徴がある。建築物としての評価も高く、フランスのカーサ・ヴォーグ(Casavogue)誌、アメリカのアーキテクチュアル・レコード(Architectural Record)誌などで紹介されている。ロビーには数多くの映画監督のサインや一言コメントが描かれた打放しコンクリートの壁がある。
2009年からは大学生・専門学生の平日料金を1000円として学生の観客増加を目指していた。2010年からは映画の興業だけでなく買い付けも行っており、2010年1月30日には初買い付け作品である『フローズン・リバー』を上映。この作品はアカデミー賞にノミネートされるなど国際的に高い評価を受けながら、単館系作品が苦戦する日本では他社による配給が行われなかった作品であり、同じく渋谷宇田川町にある映画宣伝・配給会社アステアが協力している。2012年には3作目の買い付け作品である『ダイアナ・ヴリーランド 伝説のファッショニスタ』を公開した。